# Moskéer i Nederlandene
Denne liste opsummerer nogle af de moskeer i Nederlandene. Pr. 2010, er der 453 moskeer bygget i Nederlandene. Bemærk venligst, at nedenstående liste er ufuldstændig.
| Navn                        | Provins       | By                  | År bygget       |
| --------------------------- | ------------- | ------------------- | --------------- |
| Bilal-moskéen               | Noord-Holland | Alkmaar             |                 |
| Yunus Emre-moskéen          | Overijssel    | Almelo              | 1974            |
| Aalten Fatih-moskéen        | Gelderland    | Aalten              |                 |
| Mosque Abu Bakr             | Flevoland     | Almere              |                 |
| Sultan Ahmet-moskéen        | Flevoland     | Almere              |                 |
| Al Fath-moskéen             | Zuid-Holland  | Alphen aan den Rijn |                 |
| Assoenna-moskéen            | Noord-Holland | Amsterdam           |                 |
| El Tawheed-moskéen          | Noord-Holland | Amsterdam           |                 |
| Fatih-moskéen               | Noord-Holland | Amsterdam           | 1929, 1981      |
| Mevlana-moskéen             | Noord-Holland | Amsterdam           |                 |
| Taibah-moskéen              | Noord-Holland | Amsterdam           | 1985            |
| Eyup Sultan-moskéen         | Gelderland    | Apeldoorn           | 1985            |
| Ayasofya-moskéen            | Gelderland    | Arnhem              |                 |
| Mevlana-moskéen             | Drenthe       | Assen               |                 |
| Mosque El Moslimien         | Drenthe       | Assen               |                 |
| Sultan Ahmed-moskéen        | Zuid-Holland  | Delft               |                 |
| Yunus Emre-moskéen          | Groningen     | Delfzijl            |                 |
| Arrahma-moskéen             | Noord-Brabant | 's-Hertogenbosch    | 1996            |
| Mescidi Aksa-moskéen        | Zuid-Holland  | Den Haag            | 1979            |
| As-Soennah-moskéen          | Zuid-Holland  | Den Haag            | 2008            |
| Mobarak-moskéen             | Zuid-Holland  | Den Haag            | 1955            |
| Merkez-moskéen              | Overijssel    | Deventer            | 2003            |
| Selimiye Mosque             | Gelderland    | Dieren              |                 |
| Mosque Merkez               | Gelderland    | Doetinchem          |                 |
| Fatih-moskéen               | Flevoland     | Dronten             |                 |
| ICC Al Mouahidin            | Gelderland    | Ede                 | 2008            |
| Ayasofya-moskéen            | Gelderland    | Eerbeek             |                 |
| Fatih-moskéen               | Noord-Brabant | Eindhoven           |                 |
| Al-Fourqaan-moskéen         | Noord-Brabant | Eindhoven           |                 |
| Selimiye-moskéen            | Overijssel    | Enschede            |                 |
| Alhrmaan-moskéen            | Zeeland       | Goes                |                 |
| Eyup Sultan-moskéen         | Groningen     | Groningen           |                 |
| Ertugrul Gazi-moskéen       | Overijssel    | Haaksbergen         |                 |
| Selimiye-moskéen            | Noord-Holland | Haarlem             |                 |
| Fatih-moskéen               | Noord-Holland | Haarlem             |                 |
| Furkan-moskéen              | Noord-Holland | Haarlem             |                 |
| Nour-moskéen                | Limburg       | Heerlen             |                 |
| Aya-Sofia-moskéen           | Overijssel    | Hengelo             |                 |
| Firdaus-moskéen             | Flevoland     | Lelystad            |                 |
| Selimiye-moskéen            | Gelderland    | Lochem              |                 |
| El Fath-moskéen             | Limburg       | Maastricht          |                 |
| Fatih-moskéen               | Overijssel    | Medemblik           |                 |
| Al Mohsinien-moskéen        | Drenthe       | Meppel              | 2009            |
| Yildirim-Beyazit-moskéen    | Zeeland       | Middelburg          |                 |
| Abibakr-moskéen             | Gelderland    | Nijmegen            |                 |
| Eyup Sultan-moskéen         | Gelderland    | Nijmegen            |                 |
| Krekelstraat-moskéen        | Gelderland    | Nijmegen            |                 |
| Fatih-moskéen               | Overijssel    | Oldenzaal           |                 |
| Suleymaniye-moskéen         | Zeeland       | Rilland             |                 |
| El Nour-moskéen             | Limburg       | Roermond            |                 |
| Fatih-moskéen               | Limburg       | Roermond            |                 |
| Mevlana-moskéen             | Zuid-Holland  | Rotterdam           |                 |
| Essalaam-moskéen            | Zuid-Holland  | Rotterdam           | Under opbygning |
| Ayasofya-moskéen            | Friesland     | Sneek               |                 |
| Mosque Assalam              | Friesland     | Leeuwarden          | 1996            |
| Sultan Ahmet-moskéen        | Limburg       | Tegelen             |                 |
| Süleymaniye-moskéen         | Noord-Brabant | Tilburg             |                 |
| Suleymaniye-moskéen         | Noord-Brabant | Uden                |                 |
| Abi Bakr Assadik-moskéen    | Utrecht       | Utrecht             | 2005            |
| Sayidina Ibrahim-moskéen    | Utrecht       | Utrecht             | 1996            |
| Sultan Ahmet-moskéen        | Gelderland    | Vaassen             |                 |
| Selimiye-moskéen            | Noord-Brabant | Veghel              | 1890            |
| Touba-moskéen               | Zeeland       | Vlissingen          |                 |
| An Nur-moskéen              | Noord-Brabant | Waalwijk            | 1989            |
| Abdul Kadir Geylani-moskéen | Noord-Brabant | Waalwijk            | 1960            |
| Sultan Ahmet-moskéen        | Noord-Holland | Zaandam             | 1994            |
| Eyup Sultan-moskéen         | Utrecht       | Zeist               |                 |
| Mosque Al Qibla             | Zuid-Holland  | Zoetermeer          | 2005            |
| Diyanet-moskéen             | Zuid-Holland  | Zoetermeer          |                 |